# Modernisme (filosofia)
El modernisme és el terme amb el qual l'Església catòlica va denominar un conjunt de corrents filosòfics i epistemològics que es donen al pas del segle xix al xx que tenen en comú el rebuig de la revelació com font de coneixement científic.
El mot va ser encunyat el 1881 per Charles Périn (1815-1905), un economista llec belga, com a terme sintètic per al conjunt d'intents de reconciliar els catòlics liberals amb les idees de la Revolució Francesa i la democràcia. Els modernistes criticaven els dogmes de l'Església catòlica, que consideraven com meres expressions simbòliques, que no s'han de considerar com a veritats absolutes, però com al·legories que s'han de situar i de comprendre en el seu context històric. Els teòlegs acusats de modernisme cercaven un camí per connectar l'església amb la modernitat i adaptar-se a un món canviant. No es pot lligar el modernisme teològic amb el modernisme artístic, tot i que són moviments simultanis.
El moviment va ser condemnat vigorosament pel Vaticà en el decret Lamentabili sane exitu i en l'encíclica Pascendi Dominici Gregis (1907). El novembre va seguir il motu proprio Praestantia scripturae que incita a purgar les llibreries i que sanciona d'excomunió els modernistes que perseverin.
«Els adeptes del modernisme teològic volien forçar la transformació de l'Església per tal d'adaptar-la als temps moderns, en un agosarat intent de racionalització de la fe cristiana, filtrant els continguts sobrenaturals de la revelació amb la metodologia racional i positivista.» El 1908, Miquel d'Esplugues defineix el modernisme com un conjunt d'errors, heretgies, desvergonyiment, pedanteries, necieses ridículs, una maligne malaltia religiosa, científica i social. El sacerdot i funcionari vaticà, Umberto Benigni, va crear el 1909 la xarxa segreta Sodalitium Pianum per a espionar i denunciar a la Santa Seu persones que propagaven idees modernistes.